# Prototypvaccin
Prototypvaccin är ett vaccin som redan finns färdigt men behöver kompletteras med ett avdödat virus. Det är i Sverige bara influensavaccin som är aktuellt. Vaccinet är avsett att tillverkas vid en pandemi.

## Nytt avtal om vaccin 2020
Vid en pandemi av influensa är snabb tillgång av vaccin för att begränsa antalet sjuka och döda och minska påverkan på samhället. Eftersom godkänt prototypvaccin redan är klara förkortas processen att tillverka och leverera vaccinet  till fyra eller fem månader, mot flera år som är normalt då ett nytt vaccin tas fram. Detta ger en garanti för vaccinleveranser och det är viktigt i pandemiberedskap. Vaccin mot influensa tillverkas då virusstammen som orsakar pandemin är känd.
Folkhälsomyndigheten tecknade i maj 2020 avtal med vaccintillverkaren Seqirus. Företages åtagande består  att vid en pandemisk influensa kunna leverera vaccin för den svenska befolkningen behov. När WHO konstaterar att en influensaepidemi är en pandemi ska leverantören producera pandemivaccin. Sverige får då köpa vaccin i den mängd som avtalet har reserverat. Beslut om inköp fattas då WHO har deklarerat pandemi. Vaccinet baseras på ett prototypvaccin som är godkänt av EMA, den europeiska läkemedelsmyndigheten. Avtalet om vaccin gäller fyra år framåt och kan förlängas i två år efter detta.

## Avtalet 2016
Folkhälsomyndigheten  skrev 2016 avtal om samma prototypvaccin som användes för tillverkning av vaccinet Pandemrix under svininfluensan. Myndigheten har på regeringens uppdrag tecknat ett fyraårigt avtal med tillverkarna Seqirus och Glaxo Smith Kline, GSK. Det ena av prototypvaccinerna, Adjupanrix från GSK, är samma prototypvaccin som användes i det avregistrerade Pandemrixvaccinet. Kostnaden för avtalet 2016 blev 85 miljoner kronor per år dvs 340 miljoner på avtalsperioden.
Prototypvaccinerna är inte vacciner som är klara för användning. Prototypvaccinet utgör själva grunden i vaccinet. Det vaccin som sedan används måste tillföras avdödat virus. Virusstammen är den stam som orsakat en ny pandemi.

## Pandemrix och narkolepsi
Enligt flera media, se noter, vet vi fortfarande inte vad i vaccinet som orsakade narkolepsi hos barn och unga. Prototypvaccin är troligen inte en faktor utvecklandet av narkolepsi. Brist på hypokretin, som reglerar vår sömncykel, är inblandat i uppkomsten av narkolepsi. Ett nukleoprotein i influensastammen  A(H1N1)-viruset liknar en receptor för hypokretin i hjärnan. Har vaccinet framkallat en autoimmun reaktion  kroppens receptor för  hypokretin får det samma följder som brist på ämnet hypokretin.
Influensavaccinet ska orsaka att kroppen tillverkar antikroppar mot virusets ytproteiner. Om reaktionen i kroppen dessutom skapar antikroppar mot nukleoproteinet är det en sannolik förklaring. Indikationer på detta visades i december 2014. Pendemrix hade högre nivåer av nukleoproteinet än konkurrerande vaccinet Arepanix som inte hade samma bieffekt av narkolepsi.
Senare studier har genom prover från patienter som fått narkolepsi efter vaccination gett mera indicier. Man påvisade att de bildar antikroppar som binder till den misstänkta receptorn hypokretinreceptor 2. Studien visade också att Focetria, ytterligare ett  vaccin, inte orsakat samma produktion av antikroppar. Focetria hade lägre halt av nukleoproteinet jämfört med Pandemrix.
Detta är en sannolik förklaring till att Pandemrix orsakade narkolepsi. Om detta stämmer är den immunogena komponenten (det avdödade viruset)  orsaken till bieffekten. I så fall borde även influensasjukdomen kunna leda till narkolepsi. Studier på ovaccinerade i Kina har också kunnat visa att det är så.